# Pisco (Getränk)

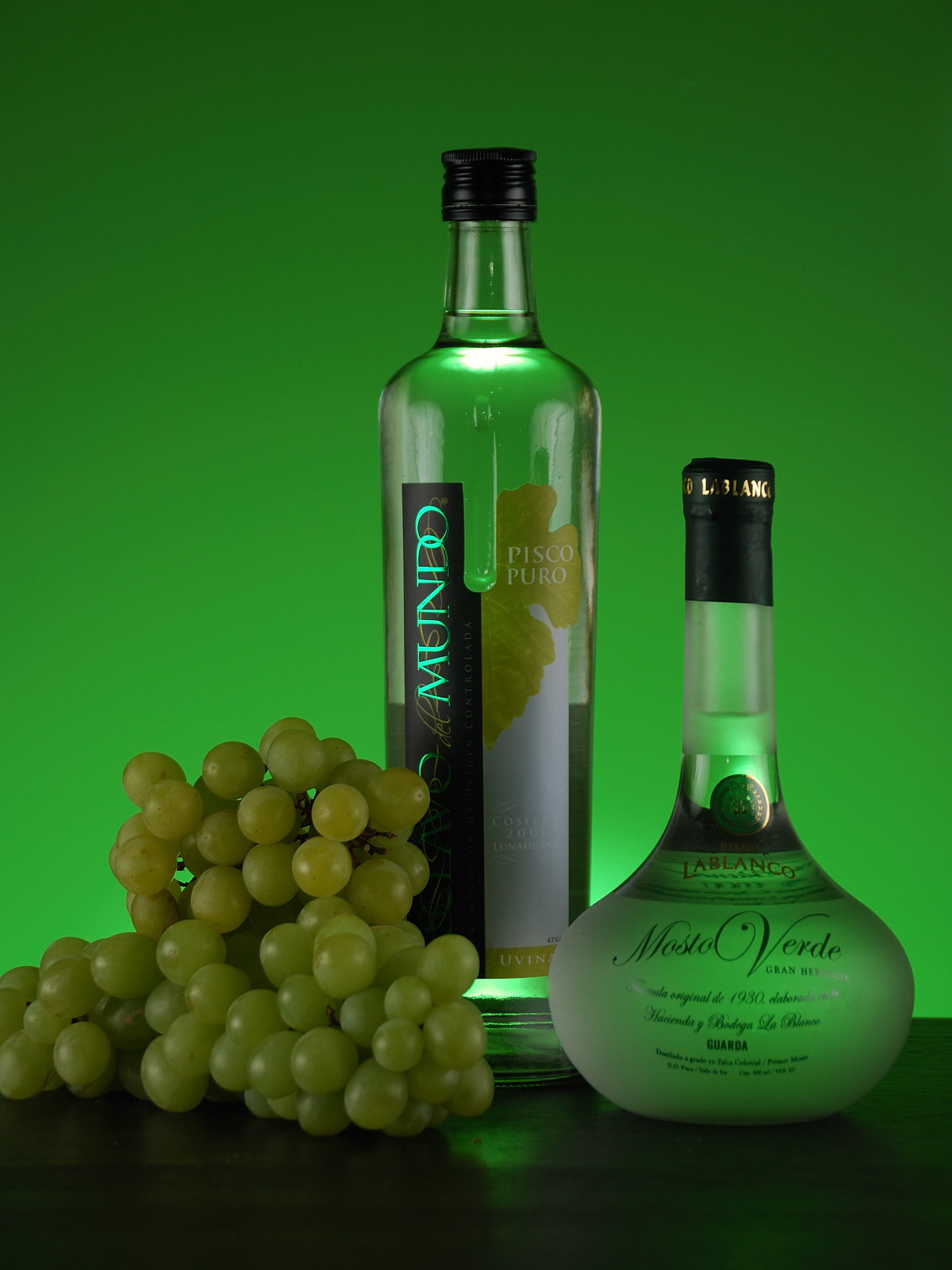
Peruanische Pisco-Flaschen

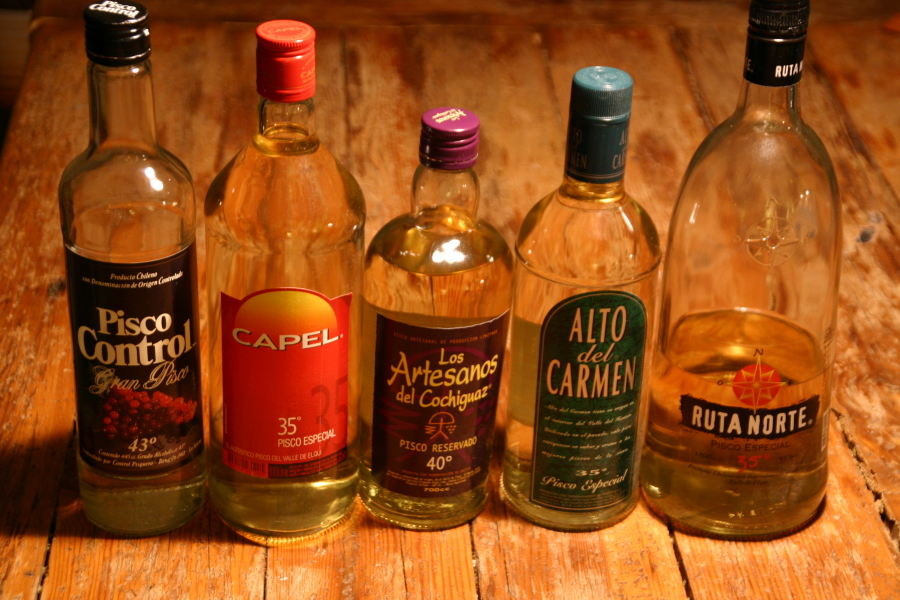
Chilenische Pisco-Flaschen

Pisco ist ein Weinbrand aus Traubenmost und das alkoholische Nationalgetränk Perus und Chiles. Dem Pisco sehr ähnlich ist der Singani aus Bolivien. 
Das ausschließliche Recht, ein Getränk namens Pisco herzustellen, wird sowohl von Peru als auch Chile beansprucht und war Gegenstand juristischer Auseinandersetzungen. In Peru und in Chile ist der Import ausländischer Weinbranderzeugnisse unter der Bezeichnung „Pisco“ verboten. Der Name Pisco ist in Peru mit dem Namen der heutigen Stadt Pisco und in Chile mit dem Namen des Ortes Pisco Elqui jeweils historisch eng verknüpft und ist somit eine geografische Herkunftsbezeichnung. Durch ein Abkommen zwischen der Europäischen Union einerseits und Peru und Kolumbien andererseits gilt die geschützte geografische Angabe auch in der gesamten EU für in Peru hergestellten Pisco; chilenischer Pisco unterliegt dieser Beschränkung durch besagtes Abkommen jedoch nicht.

## Geschichtlicher Hintergrund, Streit um Herkunftsbezeichnung
Der Ursprung des Begriffs „Pisco“ ist strittig. Im Quechua, der bereits im vorkolonialen Gebiet des heutigen Perus benutzten Sprache der Inka, bedeutet pishco so viel wie „Vogel“. Die Küstenregion um die heutige Stadt Pisco südlich von Lima wurde wegen ihres Vogelreichtums von den Inkas „Pisko“ genannt. In dieser Region wurden verschiedene qualitativ hochwertige Gefäße zum Aufbewahren alkoholischer Getränke hergestellt. Diese wurden in Anlehnung an den Namen der Region als Piskos (span. pisquillos) bezeichnet. Die Gefäße wurden dann von den Spaniern entlang der südamerikanischen Pazifikküste zur Lagerung des Traubenbrandes genutzt. Der Traubenbrand wurde dieser Annahme zufolge nach den Gefäßen benannt.
Eine andere Theorie besagt, dass die Bezeichnung direkt vom Namen der Hafenstadt Pisco in Peru abgeleitet wurde. Von hier aus wurde der überwiegende Teil der Traubenbrandproduktion Südamerikas nach Europa verschifft. Auf den Transportbehältnissen war die Aufschrift „de Piscu“ angebracht, welche dann von den Spaniern auf das Getränk bezogen wurde.
Der deutsche Forschungsreisende Eduard Poeppig schrieb in seiner 1835 publizierten Reise in Chile, Peru und auf dem Amazonenstrome während der Jahre 1827–1832, dass Peru nach Chile Pisco-Branntwein exportiert, während von Chile nach Peru Branntwein exportiert wurde. Dass Pisco ein aus Peru stammender Branntwein ist, der aus Trauben der Rebsorte Italia hergestellt wird, berichtete 1835 die Wiener Zeitung:

„Ehemals wurde in Chile eine große Menge des unter dem Namen Pisco de Italia im Lande bekannten Branntweins verbraucht, der aus Peru kam; aber seitdem die Einfuhrzölle so hoch sind, hat man aus einer Art Traube mit großen ovalen Beeren ein ähnliches Getränk bereitet, welches das peruanische fast gänzlich verdrängt hat.“

Im Medical Lexikon von Robley Dunglison (1858) heißt es, einer Auffassung des Schweizers Johann Jakob von Tschudi folgend unter dem Schlagwort Aguardiente:

“In Peru, the common brandy obtained from grapes is the Aguardiente de Pisco, so called because shipped at the port of Pisco.”

„In Peru ist der gewöhnliche aus Trauben hergestellte Branntwein der Aguardiente de Pisco, der so heißt, weil er vom Hafen Pisco aus verschifft wird.“

Sogar Chilenen bestreiten nicht, dass Pisco-Weinbrand zuerst in Peru hergestellt wurde. Jedoch argumentieren die chilenischen Hersteller und Händler, dass Pisco zu einem generischen Begriff für diese Art von Weinbrand in Südamerika geworden und deshalb nicht an die geographische Ursprungsbezeichnung in Peru gebunden sei. Um den chilenischen Anspruch auf eigene Pisco-Herstellung zu unterstreichen, wurde der chilenische Ort La Greda am 1. Februar 1936 in Pisco Elqui umbenannt.

## Charakteristika

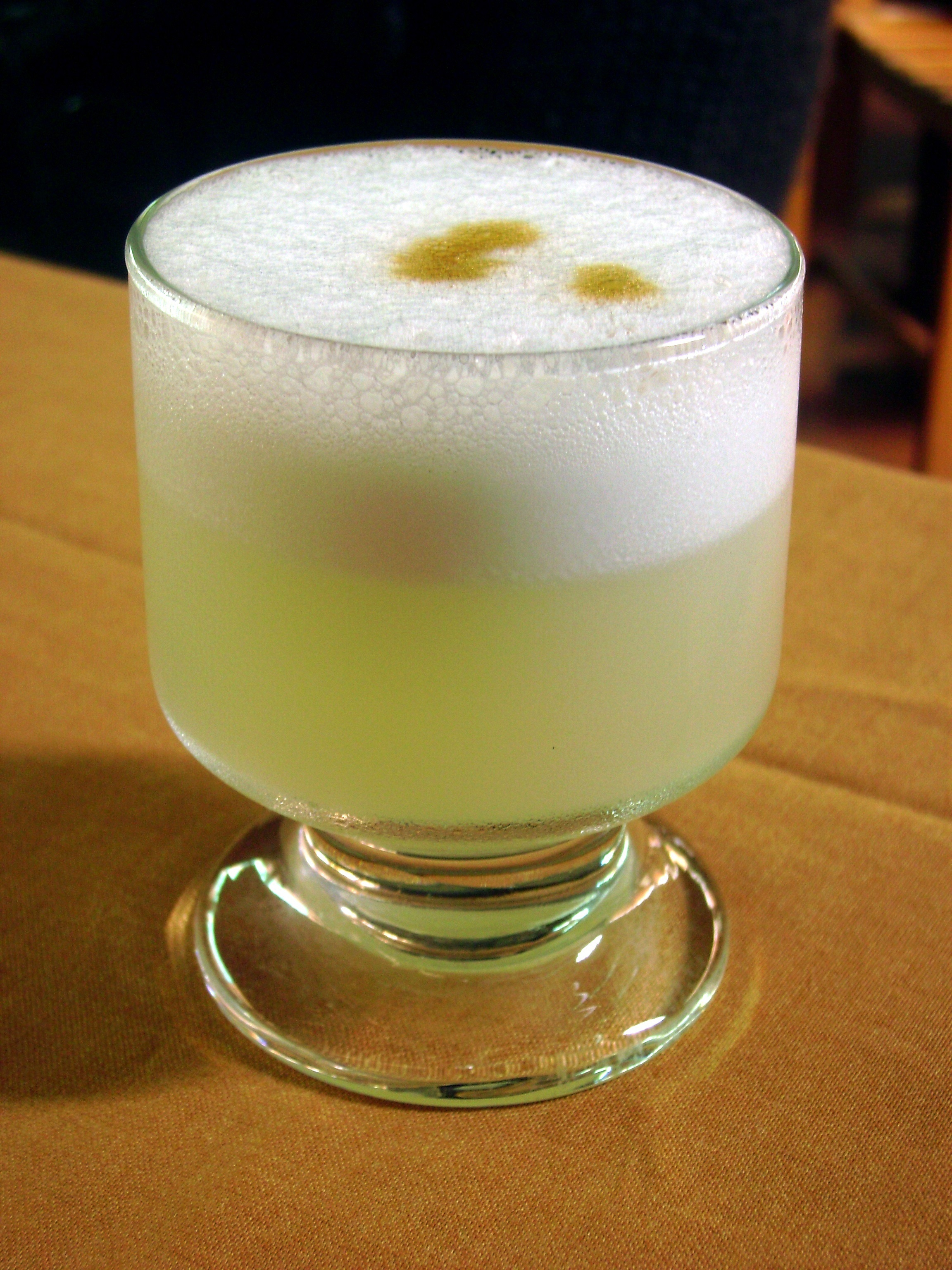
Pisco Sour

Pisco existiert seit über 400 Jahren. Es handelt sich um reinen Weinbrand, bei dem zwischen sechs und sieben Kilogramm Trauben verwendet werden, um einen Liter Pisco zu erhalten. Im Unterschied zum italienischen Grappa, welcher aus Trester destilliert wird, ist der fermentierte Traubenmost die einzige Zutat zur Herstellung von Pisco. Der Most stammt von einigen der acht verschiedenen Traubenarten, die auch als „Pisco-Trauben“ bekannt sind. Für die Herstellung von Pisco werden hauptsächlich Muskatellertrauben (Moscatel) verwendet.
Bekanntestes Mixgetränk auf Pisco-Basis ist Pisco Sour, ein weiteres der Pisco Punch. Daneben trinkt man Pisco auch als „Piscola“, ein Longdrink aus Pisco und Cola. In Peru hat es Tradition, Pisco mit Früchten oder anderen geschmacksgebenden Zutaten wie Kaffeebohnen oder Gewürzen zu mazerieren. Die so produzierten Spirituosen werden „macerados“ genannt.

## Pisco-Sorten

### Peruanischer Pisco
Peruanischer Pisco ist ein Destillat aus in Peru angebauten Weintrauben, welches seit dem frühen 17. Jahrhundert – knapp nachdem die ersten Weinstöcke von den Kanarischen Inseln nach Peru kamen – in der Region rund um die Hafenstadt Pisco in Ica, Peru, hergestellt wurde.

#### Kategorisierung
Dem peruanischen Staat ist die Qualitätssicherung des peruanischen Piscos ein hohes Anliegen, weshalb sie im Januar 1991 mit dem Supreme Decree No. 001-91-ICTI/IND erlassen hat, dass peruanischer Pisco einer technischen Norm genügen muss. Diese technische Norm in der aktuellen Fassung von 2006 „NTP211.001:2006“ gilt für alle in Peru hergestellten Piscos und besagt, dass peruanischer Pisco das Destillat des frisch fermentierten Mosts der acht zugelassenen Pisco-Trauben ist und mit Methoden hergestellt werden muss, welche die traditionellen Qualitätsprinzipien bewahren. Der Alkoholgrad eines peruanischen Piscos muss nach dieser Norm zwischen 38 % vol. und 48 % vol. liegen.

##### Traubensorten
Die zugelassenen Trauben für die Herstellung eines peruanischen Piscos werden in vier nicht aromatische und vier aromatische Traubensorten unterschieden. Die vier nicht aromatischen Traubensorten sind Quebranta, Negra Criolla, Mollar und Uvina. Die vier aromatischen Traubensorten sind Italia, Torontel, Muskateller und Albilla. Andere Traubensorten sind für die Herstellung von peruanischem Pisco nicht erlaubt.

##### Klassifizierung
Peruanischer Pisco wird in drei Klassen unterteilt:
- Pisco Puro – puro bedeutet auf Spanisch „rein“. Diese Pisco-Kategorie umfasst Piscos, die nur aus einer einzigen Traubensorte hergestellt werden.
- Pisco Mosto Verde – Mosto Verde bedeutet „grüner Most“ und klassifiziert einen Pisco, der aus einem Most destilliert wurde, dessen Fermentation vorzeitig unterbrochen wurde. Diese vorzeitige Unterbrechung führt zu geschmacklichen Besonderheiten des Branntweins.
- Pisco Acholado – klassifiziert eine Mischung bzw. einen Blend aus den folgenden zugelassenen Inhaltsstoffen: Pisco-Trauben, Traubenmost, fermentierter Most, sowie destillierte Piscos (jeweils sowohl aromatische wie auch nicht aromatische Trauben als Basis erlaubt). Typische Acholado-Blends bestehen aus Destillaten von ein bis zwei aromatischen Trauben sowie einer nicht aromatischen Traube. Beispielsweise verwenden die peruanischen Piscos Barsol Acholado sowie Viñas de Oro Acholado einen Blend der Destillate aus den Traubensorten Quebranta (nicht aromatisch), Italia und Torontel (beide aromatisch); Ocucaje Acholado einen Blend aus Destillaten der Quebranta- und Italia-Traube.

##### Lagerung und Zusatzstoffe
Vor der Abfüllung muss peruanischer Pisco mindestens drei Monate ruhen. Hierzu sind nur Behälter erlaubt, die keinen Einfluss auf die physikalischen, chemischen oder organoleptischen Eigenschaften ausüben, wie zum Beispiel Stahl- oder Glastanks. Eine Reifung in Holzfässern, wie sie bei vielen anderen Spirituosen durchgeführt wird, ist bei peruanischem Pisco daher nicht erlaubt. Peruanischem Pisco dürfen keine Zusatzstoffe (wie die beispielsweise bei anderen Spirituosen üblichen Zugaben von Wasser, Zucker oder Zuckerkulör, Glycerin oder Eichenholzextrakten) beigefügt werden. Dies beinhaltet, dass der Alkoholgehalt von peruanischem Pisco nach der Destillation nicht mit Wasser herabgesetzt werden darf, sondern peruanischer Pisco direkt auf die zugelassenen Werte von 38 bis 48 % vol. destilliert werden muss.

#### Hersteller
Die bekanntesten Pisco-Anbaugebiete Perus liegen in der Region Ica sowie in der Region um Lima. Weitere Anbaugebiete sind Arequipa, Moquegua und Tacna.
Die drei größten Export-Unternehmen von peruanischem Pisco mit den jeweils zugehörigen Pisco-Marken, sortiert nach Exportvolumen im Jahre 2024, sind:
1. Destileria La Caravedo – Pisco Portón
2. Bodega San Isidro – Pisco Barsol
3. Viña Tacama

Weitere Pisco-Marken auf dem deutschen Markt sind Ocucaje, Tacama (Demonio de los Andes) und Pisco Cascajal.

### Chilenischer Pisco
Beim chilenischen Pisco wird vor allem die Sorte Muscat d’Alexandrie verwendet, außerdem Pedro Ximénez, Moscatel Rosada, Torrontés Riojano und Torrontés Sanjuanino (hier auch Moscatel de Austria genannt). Pisco wird in Chile nach dem Alkoholgehalt in Qualitätsstufen eingeteilt: 35 % vol. (Pisco Especial), 38–40 % vol. (Pisco Reservado) und 43 % vol. oder mehr (Gran Pisco, z. B. 50 % vol. bei der Marke Artesanos del Cochiguaz).
Im chilenischen Elqui-Tal gibt es den Ort Pisco Elqui. Dieser hieß einst La Greda, dann La Unión und trägt seit dem 1. Februar 1936 den Quechua-Namen Pisco, um auf dessen lokale Produktion hinzuweisen. In Elqui befindet sich das Hauptanbaugebiet der chilenischen Pisco-Trauben.